# Saint-Nicolas-de-la-Grave

Saint-Nicolas-de-la-Grave este o comună în departamentul Tarn-et-Garonne din sudul Franței. În 2009 avea o populație de 2.140 de locuitori.

## Evoluția populației
| An        | 1975  | 1982  | 1990  | 1999  | 2006  | 2009  |
| --------- | ----- | ----- | ----- | ----- | ----- | ----- |
| Populație | 1.722 | 1.705 | 2.024 | 2.009 | 2.106 | 2.140 |